# Steig. Nicht. Aus!
Steig. Nicht. Aus! ist ein Actionfilm des deutschen Regisseurs Christian Alvart aus dem Jahr 2018 und eine Neuverfilmung des spanischen Thrillers Anrufer unbekannt (El desconocido) des Regisseurs Dani de la Torre aus dem Jahr 2015 nach einem Drehbuch von Alberto Marini.
Ein anonymer Anrufer hetzt einen Vater und seine beiden Kinder im Auto durch die Stadt. Sie dürfen nicht aussteigen, denn sonst explodiert der Wagen.
Der Film lief am 12. April 2018 in den deutschen und am 13. April in den österreichischen Kinos an.

## Handlung
Der erfolgreiche Berliner Projektentwickler Karl Brendt fährt seine Kinder Josefine und Marius zur Schule, als ihn ein Unbekannter anruft und ihm mitteilt, dass unter den Autositzen Bomben montiert sind, die beim Entlasten oder per Fernauslösung explodieren. Der Anrufer fordert ein hohes Lösegeld und droht, die Sprengladungen zu zünden, falls Brendt oder die Kinder versuchen sollten auszusteigen. Als das Auto von Brendts Geschäftspartner in der Nähe beim Aussteigen der Mitfahrerin explodiert, wird klar, dass die Bedrohung real ist. Brendts Sohn wird bei der Explosion verletzt.
Das Geld liegt auf dem Konto von Brendts Ehefrau Simone. Sie will es zunächst nicht herausgeben und ist erst vom Ernst der Lage überzeugt, als ihre Tochter sie per Telefon darum bittet. Simones Anwalt und Geliebter fährt sie zur Bank. Da der Erpresser zur Bedingung gemacht hat, dass er mit niemandem von ihm und seinen Forderungen sprechen darf, gehen alle davon aus, dass der Vater dabei ist, seine Kinder zu entführen. Die Polizei wird alarmiert, die mit einem Großaufgebot und einer Sprengstoffexpertin die Verfolgung aufnimmt. Der verzweifelte Vater ist nun gezwungen, gleichzeitig vor der Polizei zu fliehen und sich und seine Kinder vor dem Erpresser zu retten. Zusätzlich steht er unter extremem Druck, weil sein Sohn stark blutet und dringend medizinische Hilfe braucht. 
Brendts Auto wird von der Polizei eingekreist. Sprengstoffexpertin Pia Zach stellt fest, dass tatsächlich Bomben am Auto angebracht sind. Im Gespräch mit Brendt kommen ihr Zweifel, ob er tatsächlich in verbrecherischer Absicht unterwegs ist, während Einsatzleiter Drache von dessen Gefährlichkeit überzeugt ist. Nachdem klar ist, dass unter den Rücksitzen keine echten Bomben montiert sind, kann der Sohn zur Behandlung evakuiert werden, die Tochter weigert sich, auszusteigen, weil sie angesichts der positionierten Scharfschützen Angst um ihren Vater hat.
Ein angeblicher Bruder Brendts soll ihn zur Aufgabe bewegen, doch tatsächlich ist er der Erpresser, der sich für den Tod seiner Ehefrau rächen will.  Sie hat Suizid begangen, nachdem sie bei einer von Brendt zu verantwortenden „Entmietung“ ihre Wohnung verloren hatte. Er bestärkt den Einsatzleiter in der Einschätzung, dass Brendt gefährlich sei.
Der Erpresser teilt Brendt mit, er habe einen Zeitzünder aktiviert und es seien nur noch fünf Minuten Zeit, das Geld zu besorgen. Daraufhin flieht Brendt mit dem Auto. Pia Zach erfährt von Brendts Ehefrau, dass der wahre Bruder im Ausland ist. Sie nimmt den Schießbefehl zurück und eskortiert Brendt mit einem Großaufgebot zum Spreeufer. Dort steigt der Erpresser zu und die Tochter steigt aus.
Der Erpresser fordert von Brendt, Verantwortung für seine Machenschaften zu übernehmen. Der gesteht ein, dass er bei seinen Bauprojekten verantwortungslos gehandelt hat. Da der Erpresser nicht ablässt, steuert Brendt das Auto verzweifelt in die Spree. Er kann den Wagen vor der Explosion verlassen, während der Erpresser umkommt. Nachdem Brendt eine Haftstrafe abgesessen hat, versöhnt sich die Familie.

## Produktion
Christian Alvart adaptierte für diesen Thriller das Original-Drehbuch von Alberto Marini zum spanischen Film Anrufer unbekannt.
Gedreht wurde an zwanzig Drehtagen in der Zeit vom 22. März bis zum 6. Mai 2017 in Berlin und Umgebung.
Der Film wurde produziert von der Syrreal Entertainment in Koproduktion mit Sechsundzwanzigste Babelsberg Film GmbH, Telepool, Traumfabrik Babelsberg GmbH und dem ZDF.
Steig. Nicht. Aus! lief in Deutschland am 12. April 2018 im Verleih von NFP marketing & distribution in den Kinos an. EuroVideo gab den Film 2018 auf DVD und Blu-ray heraus.

### Förderungen
Gefördert wurde die Produktion vom Deutschen Filmförderfonds und dem Medienboard Berlin-Brandenburg mit rund 575.000 Euro, die Verleihförderung wird für das erste Quartal 2018 mit 30.000 Euro angegeben.

## Rezeption
Sascha Westphal schreibt in epd Film, Regisseur Christian Alvart schaffe „eine Welt, die in zwei divergierende Realitäten zerfällt“: Enge und Ausweglosigkeit im Auto einerseits, andererseits in „teilweise atemberaubenden Plansequenzen“ inszenierte Isolation; die Außenwelt könne Brendt nur als Gefährder und Feind wahrnehmen. Doch Alvart setze nicht nur auf Action, sondern erzähle auch von der Korruption in der Baubranche und damit „von den gesellschaftlichen und wirtschaftlichen Verwerfungen unserer Zeit“.
Christian Horn attestiert für programmkino.de, der „fachmännisch in Szene gesetzte Thriller“ sei „grundsolide Genrekost“. Zwar erscheine manches recht unplausibel, anderes arg konstruiert und inhaltlich werde der Film erst im zweiten Drittel interessant, wenn mehr über den geschäftlichen Hintergrund des Hauptcharakters enthüllt wird. Die Stärken lägen aber mit „auf bündige Weise reichlich“ aufgebauter Spannung klar im inszenatorischen Bereich. Der Thriller könne „ähnlichen Hollywood-Produktionen durchaus die Stirn bieten.“
vienna.at lobt Wotan Wilke Möhrings beeindruckende Vorstellung. Er liefere „das ergreifende Psychogramm eines Mannes in einer Lebenskrise“. Mit seinem ernsten Subtext von einer Stadt im Umbruch, dem heiß gelaufenen Immobilienmarkt und den Gegensätzen von Arm und Reich habe der Film einen größeren Horizont. Dass er dabei nicht zur plumpen Anklage gegen den vermeintlich kaltherzigen Immobilienhai Brendt gerate, mache den Streifen zu einem „sehenswerten Ereignis“.
Lutz Granert bewertete den Film für Filmstarts und meinte, der Film entpuppe sich „als versiert inszenierter Erpressungsthriller, der zwar erzählerisch recht generisch ausfällt, aber trotzdem stets spannend“ bleibe, da fielen „die wenig profilierte Hauptfigur und einige wenig plausible Details nicht arg ins Gewicht“.
Claudia Nitsches Kritik für Prisma hingegen fiel negativ aus. Sie war der Meinung, die Story des Films verzettele sich. Es gebe zu viele „Verschachtelungen“, die „kein fesselndes Verwirrspiel“ ermöglichten. „Symmetrische, starke Bilder“ reichten „nicht für Kinounterhaltung“. Man nehme „von allem etwas“ und komme damit „komplett von einer Linie ab“. Nitsche wunderte sich, wie Regisseur Christian Alvart „auf so vielen Gebieten daneben liegen“ könne, das sei „unerklärlich“. Es bleibe nichts, „als sich gelangweilt zu wundern“.
Ähnlich negativ fiel auch die Kritik des Filmdienstes aus. Dort war die Rede von einem „durchaus prominent besetzten Actionthriller, bei dem allerdings weder dramaturgisch noch inszenatorisch irgendetwas“ zusammenpasse. Und weiter: „Eine konfuse Handlung, unfreiwillig komische Wendungen und hanebüchen-zotige Dialoge münden in eine absurde Action-Farce voller überzogener Kraftmeierei. – Ab 16.“

## Verweise
- Steig. Nicht. Aus! bei IMDb
- El desconocido bei IMDb